# Bulia confirmans
Bulia confirmans es una especie de lepidóptero perteneciente a la familia Noctuidae. Se encuentra en Cuba, Jamaica, Haití, la República Dominicana, Puerto Rico, Granada, Nore de Venezuela y Colombia.
Las larvas se alimentan de Jatropha gossypiifolia.